# Nutthanaphol Thinroj
Nutthanaphol Thinroj (tên tiếng Thái: ณัทธนพล ทินโรจน์, nghệ danh: Philip (ฟิลลิปส์), sinh ngày 18 tháng 10 năm 1994) là người mẫu, diễn viên người Thái Lan gốc Thụy Điển. Anh được biết đến là quán quân cuộc thi The Face Men Thailand (mùa 1) và xuất hiện chuỗi MV #ADODDA của Hương Giang.

## Tiểu sử
Philip sở hữu chiều cao 1m79, cân nặng 65 kg. Anh chàng là một người Thái nhưng sinh ra tại thủ đô Stockholm của đất nước Thụy Điển. Philip từng làm DJ trước khi trở về quê hương để theo học khóa diễn xuất và thử sức với công việc người mẫu. Tuy chỉ mới bắt đầu sự nghiệp tại quê nhà được hơn 1 năm nhưng Philip đã nhanh chóng thu hút được sự quan tâm của công chúng, là một người mẫu trẻ triển vọng của làng thời trang Thái Lan.
Sau khi Philip tham gia cuộc thi Most Eligible Bachelors của tạp chí Cleo, anh chàng được nhà sản xuất The Face Thailand giới thiệu trên Instagram cá nhân như một gương mặt mới cho The Face Men sắp tới. Có thể thấy rằng thành công của Philip dường như không phải ăn may. Anh chàng thực sự sở hữu nhiều tiềm năng để trở thành một ngôi sao mới của Thái Lan. Cùng với đam mê, tham vọng, thái độ làm việc chăm chỉ, cầu thị, Philip là một học trò cưng của Lukkade, và tiến nhanh đến thành công.
Mới đây, Philip xuất hiện trong MV "Em đã thấy anh cùng người ấy", một MV mới nhất của hoa hậu chuyển giới Hương Giang. Ngay lập tức Philip chiếm được cảm tình của đông đảo fan Việt Nam vì sở hữu ngoại hình đẹp và cơ bụng 6 múi cực chuẩn. Tiếp đến, anh đóng MV "Anh ta bỏ em rồi" tức phần 3 #ADODDA MV Series. Trong tháng 11/2019, anh có vai diễn đầu tiên trên mản ảnh rộng Khun Phaen: Huyền thoại bắt đầu cùng với nam diễn viên điển trai Mario Maurer.

## Các bộ phim đã từng tham gia

### Phim điện ảnh
| Năm  | Phim                                              | Vai        | Đóng với                        |
| ---- | ------------------------------------------------- | ---------- | ------------------------------- |
| 2019 | Khun Phaen Begins Khun Phaen: Huyền thoại bắt đầu | Khun Chang | Mario Maurer, Yongwaree Anilbol |
|      | The Convergence                                   |            | Jaron Sorat, Rika Ishige        |

### Phim truyền hình
| Năm  | Phim         | Vai   | Đóng với                                                                      | Đài         |
| ---- | ------------ | ----- | ----------------------------------------------------------------------------- | ----------- |
| 2019 | 4Freaks 4Fam | Sin   |                                                                               | WorkpointTV |
| 2021 | Thida Satarn | Chain | Kirana "Jazzy" Jasmine Chewter, Tia Li Taveepanichpan, Maria "Sky" Hoerschler | PPTV36      |

## Xuất hiện MV
| Năm  | Ca khúc                                 | Ca sỹ       |
| ---- | --------------------------------------- | ----------- |
| 2015 | Don't                                   | Joy AF8     |
| 2017 | รักจริงจัง / Ruk Jing Jung                 | Pause       |
| 2019 | Em đã thấy anh cùng người ấy (ADODDA 2) | Hương Giang |
| 2019 | Anh ta bỏ em rồi (ADODDA 3)             | Hương Giang |
| 2020 | Tặng anh cho cô ấy (ADODDA 4)           | Hương Giang |

## Chương trình tham gia
- 2017 CH3 - The Face Men Thailand (Mùa 1) - Quán quân[5]
- 2020 WorkpointTV - 10Fight10 ss2 - team Black thua Chatchawit Techarukpong (0-3)
- 2023 The New Mentor - Khách mời đặc biệt, tập 9[6]